# Глупов и глуповцы
Глу́пов и глу́повцы — название очерка Салтыкова-Щедрина с подзаголовком «Общее обозрение», а также одноимённого сборника, оставшегося неоконченным. По первоначальному замыслу автора очерк «Глупов и глуповцы» имел порядковый номер 1 и был задуман в качестве введения к будущему сборнику «глуповских рассказов» и очерков, над которыми Салтыков работал в конце 1861, а также в течение всего 1862 года. Дату окончания работы над рукописью очерка (первым вариантом текста) можно примерно определить как вторая декада февраля 1862 г.
Первоначальная публикация вступительного очерка «Глупов и глуповцы», а также последующих за ним ещё двух текстов глуповского цикла («Глуповское распутство» и «Каплуны») предполагалась на страницах журнала «Современник» в ближайшие полгода вслед за написанием очерка. Однако в мае 1862 года решением Главного управления по делам печати деятельность журнала была приостановлена на восемь месяцев (до конца 1862 года) с формулировкой «за вредное направление». При следующей попытке опубликовать очерк «Глупов и глуповцы», в январе 1863 года — он был запрещён к печати цензурой.
В дальнейшем Салтыков-Щедрин более не предпринимал попыток к напечатанию общего обозрения «Глупова и глуповцев», при жизни автора очерк так и остался неопубликованным, в результате чего современники писателя, за редкими исключениями, не знали этого текста. Как следствие, «глуповский цикл» рассказов остался лежать беспокоящим грузом в творческой лаборатории автора в виде нереализованного материала, — и спустя семь лет, только уже в иной художественной форме, вылился в сатирический роман «История одного города».
Впервые очерк «Глупов и глуповцы» увидел свет только при советской власти, в 1926 году — на страницах ежемесячного литературного журнала «Красная новь».

## История сборника «Глупов и глуповцы»
Глуповский цикл рассказов и очерков был задуман по горячим следам, как непосредственная реакция на бурные события 1861 года и результат наблюдений, накопленных автором за почти полтора десятка лет государственной службы в провинциальных органах власти: сначала в вятской ссылке, а затем — в Тверской и Владимирской губерниях, где Михаил Салтыков занимал должность чиновника по особым поручениям, разъезжал по мелким уездным городкам и расследовал злоупотребления на местах. Вершиной карьеры государственного чиновника стала должность сначала рязанского вице-губернатора, куда он был назначен весной 1858 года, а затем, спустя два года — тверского. По результатам пореформенных крестьянских волнений, прокатившихся по стране, в феврале 1862 года тверской вице-губернатор Михаил Салтыков вышел в отставку.
Первые литературные тексты «надворного советника Щедрина» (псевдоним писателя) публиковались ещё в период его службы, начиная с 1856 года и сделали его имя известным на всю страну. В первую очередь, этот успех можно отнести к «Губернским очеркам», которые описывали быт различных слоёв населения в последние годы до отмены крепостного права. Новый публицистический цикл, состоящий из очерков, рассказов и сценок, задуманный уже после «акта об освобождении крестьян» и выхода автора в отставку, отличался ещё большей резкостью и жёсткостью сатирического тона.
Цикл очерков о «Глупове и глуповцах» (1861—1862) генетически связан с размышлениями Салтыкова-Щедрина о судьбе старой, отжившей России. Эти тексты рождались не только на историческом изломе страны, но и в таком же психологическом состоянии их автора. Особенно это заметно на примере предыдущих рассказов об «умирающих» (1857—1859). Оба цикла объединяет общая идея об исторической обречённости представителей крепостнического режима, о приближающемся крушении их господства и постепенном устревании и отмирании (умирании) их мира, физическом и моральном. Отсюда прямо следует и название «Рассказы об умирающих» (книга так и не была завершена). Различие в замыслах двух соседних циклов более всего сказалось в понимании процесса «умирания». Задумав «Книгу об умирающих», Салтыков полагал, что «ветхие люди» (так он называл людей крепостнического прошлого) не выстоят перед наступлением демократических сил и не сумеют сохранить прежних командных позиций в государственном аппарате. Представители ветхого мира в рассказах об «умирающих», их говорящие фамилии «Гегемониев» и «Зубатов» («Невинные рассказы»), «Госпожа Падейкова» и «Недовольные» («Сатиры в прозе»), представлены персонажами озлобленными, но в целом — бессильными. Они кончают свою жизнь, укрывшись в домашнем углу, не имея воли к организованному сопротивлению или способности приспособиться к новому времени. Правда, течение событий очень скоро показало автору, что его надежды на скорый исход предреформенной борьбы страдают излишним оптимизмом, а трудности решения крестьянского вопроса — напротив, с каждым шагом нарастают. Замысел книги о постепенном вымирании «ветхих людей» уступил место новому циклу сатирических очерков о воинствующих ретроградах, которые ожесточенно сопротивляются, организованно отстаивая свои прежние права и привилегии. Тем не менее, считая их сопротивление исторически обречённым, тщетным и потому глупым, сатирик присваивает «ветхим людям» новое символическое прозвище. Это и есть «Глупов и глуповцы».

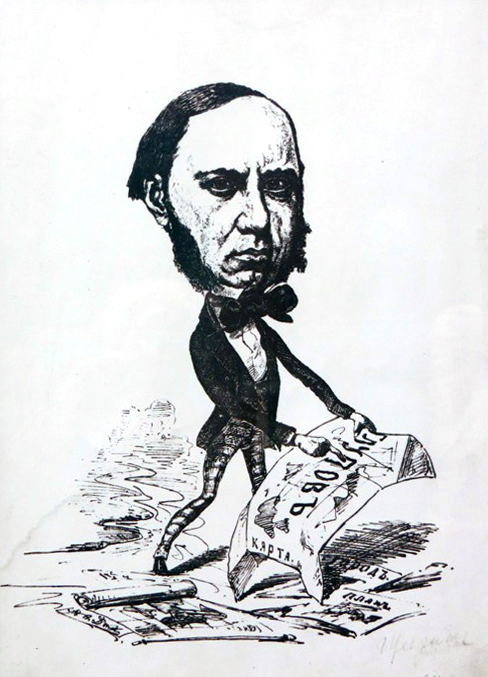
М. Е. Салтыков-Щедрин
с картой города Глупова
(карикатура А.Долотова, 1869)

Если «Книга об умирающих» не была завершена и оформлена, прежде всего, по воле её автора, постепенно потерявшего интерес к первоначально заявленной теме, то в судьбе сборника рассказов о «Глупове и глуповцах» решающую роль сыграло вмешательство цензурного комитета. Именно благодаря ему название первого очерка, а также и всего сборника «Глупов и глуповцы» осталось при жизни автора почти неизвестным, так и не появившись на обложке книги в качестве общего названия для цикла очерков, рассказов и сцен из жизни «одного города». Написанные после «Скрежета зубовного» в 1861—1862 годах восемь текстов из задуманного «глуповского» сборника, в итоге, разошлись по двум направлениям. Три ранних глуповских очерка, опубликованных в 1861 году («Литераторы-обыватели», «Клевета», «Наши глуповские дела»), а затем ещё два более поздних, появившиеся в 1862 году («К читателю» и «Наш губернский день»), вошли в сборник «Сатиры в прозе» (1859—1862 год), впоследствии опубликованный отдельной книгой (первое издание появилось в 1863 году). Однако решающее значение для судьбы книги «Глупов и глуповцы» имели три других очерка (1862 года), «дважды» запрещённых цензурой — «Глупов и глуповцы», «Глуповское распутство» и «Каплуны». Они так и остались в архиве автора и не были опубликованы при его жизни.
В результате, обезглавленный сборник «Глупов и глуповцы» фактически перестал существовать, а большинство очерков, его составлявших, перекочевало в книгу «Сатиры в прозе».
Отчасти, благодаря этому обстоятельству спустя семь лет возникла совершенно другая идея, подготовленная незаконченной работой над очерками о «Глупове и глуповцах» и более поздними «Помпадурами и помпадуршами», работа над которыми растянулась более чем на десять лет (1863—1874). Это был замысел исторического романа «История одного города», продиктованный желанием всё-таки реализовать и — опубликовать глуповский цикл в новой художественной форме, обойдя цензурные рогатки.
По существу, задуманный и частично реализованный в 1861—1862 годах сборник «Глупов и глуповцы» стал прямым предвестником и, одновременно, творческой лабораторией будущего романа, самого известного в творчестве Салтыкова-Щедрина.

## История очерка «Глупов и глуповцы»
Примерные даты работы над текстом «Глупова и глуповцев» можно определить по двум письменным документам. Во-первых, в середине этого очерка упоминается постановка пьесы И. С. Тургенева «Нахлебник», помпезная премьера которой состоялось в Москве 30 января 1862 г., в Большом театре, в очередной бенефис уже престарелого Михаила Щепкина. Дата окончания работы над очерком задана автором ещё более точно. В письме от 21 февраля 1862 г. из Твери в Петербург Салтыков-Щедрин пишет Николаю Некрасову:

Посылаю Вам, многоуважаемый Николай Алексеевич, ещё две статьи, которые я просил бы Вас напечатать в мартовской книжке <журнала «Современник»>, разумеется, если это возможно. До Святой <недели (конец марта)> я пробуду в Твери, следовательно, просил бы Вас цензорские корректуры прислать мне туда.
«Ещё две статьи», о которых Салтыков-Щедрин упоминает в тексте письма, это очерки из того же (несостоявшегося) цикла: «Глуповское распутство» и «Каплуны» (на тот момент отмеченные номинальными № 2 и № 3). За несколько дней до их отправки Некрасову в редакцию «Современника» была послана и первая статья маленького цикла — «Глупов и глуповцы», по сути — вводная, которая знакомила читателей с основным предметом и местом действия всего цикла «глуповских» очерков. В полном согласии с положением очерка в сборнике Салтыков значительно расширил обобщающий смысл образа города по сравнению с ранее написанными очерками — «Литераторы-обыватели», «Клевета» и «Наши глуповские дела». В тексте «общего обозрения» Глупов поднялся до обощённого образа всей старой (умирающей) русской действительности, а «топография» и «география» его постепенно начали приобретать черты, предвосхищающие «Историю одного города» не только в целом, но и в некоторых деталях.

Что это за Глупов? откуда он? где он?
Очень наивные и очень невинные люди утверждают, что я под Глуповым разумею именно Пензу, Саратов или Рязань, а под Удар-Ерыгиным — некоего Мурыгина, тоже имеющего плоскодонную морду, и тоже с немалым любострастием заглядывающего в чужие карманы. Г-на Мурыгина мне даже показывали на железной дороге, и я действительно увидел мужчину рыжего и довольно плоскодонного. Признаюсь, я смутился. В продолжение целой минуты я думал о том, как бы это хорошо было, если б Удар-Ерыгин являлся в писаниях моих черноглазым, чернобровым и с правильным греческим профилем, но потом, однако ж, мало-помалу успокоился, ибо рассудил, что в упомянутом выше сходстве виноват не я, а maman Мурыгина…— «Глупов и глуповцы», общее обозрение
Как видно из письма Некрасову, Салтыков придавал особое значение цельности и последовательности изложения первых статей будущего цикла. Он просил напечатать все три статьи вместе (как начало нового сборника), причём, «первым номером» должен был идти именно «Глупов и глуповцы». Именно таким образом он был помечен и в рукописи: «Глупов и глуповцы. I.»
Однако первоначальным авторским пожеланиям не суждено было воплотиться в жизнь. Спустя всего месяц начались одно за другим недоразумения и осложнения, которые и привели ранее задуманный цикл очерков к полному разрушению.
Сначала рукопись первого очерка «Глупов и глуповцы» затерялась в редакционных завалах бумаг «Современника» и потому не попала ни в майский набор, ни в цензурный комитет на проверку и утверждение. Тем временем, две другие статьи (вторая и третья), отосланные Некрасову при письме от 21 февраля, а именно «Глуповское распутство» и «Каплуны», были набраны и гранки набора представлены около 20 апреля в цензуру, которая спустя две недели — запретила их к выходу в печать. Почти одновременно, в мае 1862 г. управлением по делам печати было принято решение о восьмимесячной (до конца года) приостановке деятельности журнала «Современник». В результате решение цензуры относительно запрета второго и третьего очерков («Глуповского распутства» и «Каплунов») вовремя не было доведено до сведения редакции журнала, так что до декабря 1862 года и автор, и издатели находились в полном неведении относительно дальнейшей судьбы двух этих текстов.
О дальнейшей, весьма запутанной судьбе посланных в «Современник» трёх очерков «глуповского цикла» известно из письма Салтыкова к Чернышевскому от 29 апреля и из архива цензурных документов 1862—1863 года. Поскольку решение о запрете к публикации двух очерков в мае 1862 г. почти в точности совпало с восьмимесячной приостановкой деятельности «Современника», образовался некий бюрократический казус. С одной стороны, журнал следовало уведомить о запрете публикации двух текстов, ранее представленных для досмотра; но с другой стороны, на весь остаток 1862 года печатный орган под названием «Современник» для управления по делам печати более не существовал, так что, стало быть, и уведомлять было больше некого. А потому официальная бумага на счёт запрета «Глуповского распутства» и «Каплунов», по-видимому, застряла где-то среди исходящих документов канцелярии Цензурного комитета и, таким образом, решение цензурного комитета не было своевременно доведено до сведения редакции журнала.
Между тем, в бумажных отложениях редакции приостановленного «Современника» нашлась рукопись «Глупова и глуповцев», и Салтыков-Щедрин, ещё раз пересмотрев текст, включил его в новую подборку из трёх очерков «глуповского цикла», которая должна была появиться в первой после возобновления «Современника» книжке журнала (январско-февральской, первой для 1863 года). Уже в декабре 1862 года рукопись пошла в набор. Первым номером по-прежнему значилось «общее обозрение». Затем следовал рассказ «Деревенская тишь» (впоследствии этот текст вошёл в «Невинные рассказы»). Им Салтыков заменил статью «Глуповское распутство», поскольку предполагал, что она всё ещё «в цензуре киснет» с апреля. Об этом он со всей определённостью говорил в письме к Некрасову от 29 декабря 1862 г., и просил своего адресата «похлопотать у Цеэ и за <...> статью «Глуп<овское> распутство»». Третьим номером в новой публикации по замыслу автора должны были стать те же «Каплуны», однако не в первоначальном варианте (почти годовалой давности), а в новой редакции, переработанной и сокращенной Салтыковым после беседы на этот счёт с Чернышевским, случившейся ещё в апреле 1862 г., в очередной приезд из Твери. Следовательно, даже в декабре 1862 г. о цензурном запрещении «Каплунов» и «Глуповского распутства» ни Салтыков, ни редакция «Современника» по-прежнему ничего не знали. Нужно полагать, однако, что уже в январе, когда деятельность «Современника» возобновилась, редакции сообщили, наконец, о случившемся в прошлом году запрещении «Глуповского распутства» и «Каплунов», что автоматически решило судьбу подготовленной Салтыковым новой подборки из трёх «глуповских» очерков.

Кроме сознания, что они потомки коллежских асессоров («кичиться-то, брат, тут нечем, что твой прадедушка за столом тарелки подавал!» — урезонивают они друг друга), глуповцы имеют ещё и то ничем не сокрушимое убеждение, что все они — курицыны дети. На этом зиждутся все их политические принципы, и это же служит краеугольным камнем их союза семейственного и гражданского.
— Я курицын сын: куда же мне с этакой рожей в люди лезть! — резонно говорит глуповец и, в силу этого рассуждения, держится больше своей берлоги, если же выходит из неё, то извиняется и потчует шампанским.— «Глупов и глуповцы», общее обозрение
В дальнейшем, после неудачного опыта 1862-1863 года Салтыков-Щедрин больше не предпринимал попыток опубликовать ни один из трёх запрещённых очерков несостояшегося цикла. Равным образом, более ни разу не пытался он издать «Глупова и глуповцев» как цельный текст. Правда, небольшой фрагмент текста этого очерка, а именно описание поведения глуповцев «вне их родного логовища», он включил в статью «Русские гулящие люди за границей», напечатанную вначале в составе майской хроники «Наша общественная жизнь» (1863), а позднее, уже во времена написания «Истории одного города» включённую в сборник «Признаки времени» (1869). Таким образом, при жизни писателя обзорный очерк «Глупов и глуповцы» почти в точности разделил судьбу и всего сборника с таким же названием.

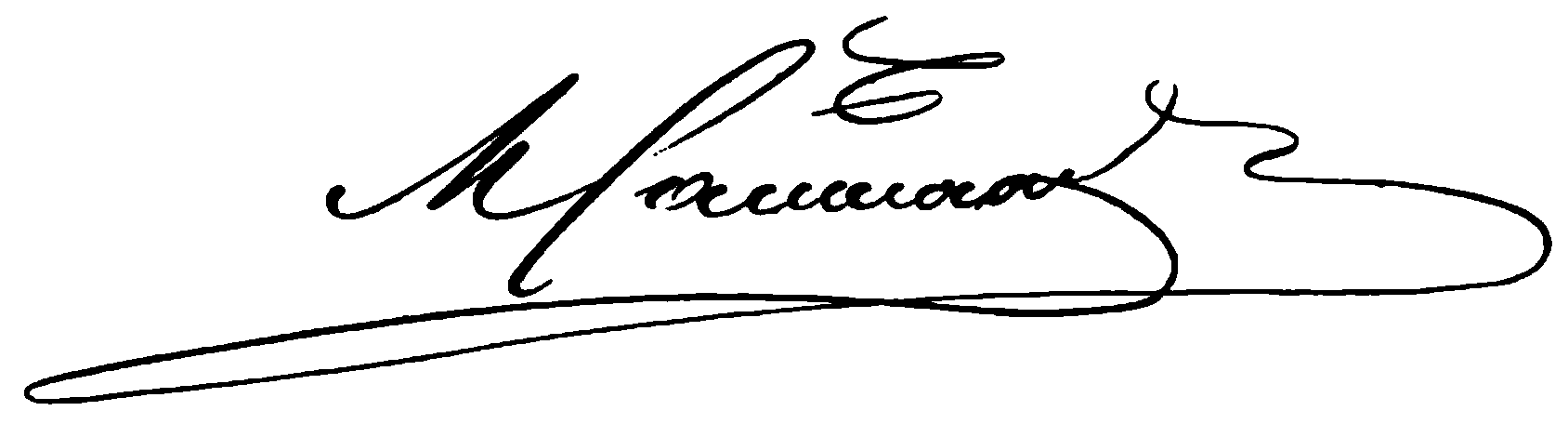
Подпись Салтыкова-Щедрина

В щедринском архиве сохранился полный черновой автограф, записанный, что показательно, на бланках «советника Вятского губернского правления». На первом листе крупно написано заглавие: «1. Глупов и глуповцы. Общее обозрение». По этому тексту спустя шестьдесят с лишним лет после создания очерк был впервые напечатан в журнале «Красная новь», а затем — и четвёртом томе салтыковского собрания сочинений, издававшегося в 1933—1941 годах. С другой стороны, сохранилась и со временем была найдена ещё одна, более поздняя редакция текста, сделанная до 28 декабря 1862 года. Она представляет собой вторую авторскую корректуру на гранках журнала «Современник» — в составе подборки из трёх очерков под общим заглавием: «Глупов и глуповцы. I. Общее обозрение. II. Деревенская тишь. III. Каплуны». Как видно из авторских пометок на гранках, вторая корректура очерка была отослана А. Н. Пыпину, в архиве которого и сохранилась.
В двадцатитомном издании сочинений Салтыкова-Щедрина, опубликованном в 1965—1977 годах, очерк «Глупов и глуповцы» был впервые напечатан по второму, более позднему варианту, взятому из текста корректурных гранок. По сравнению с черновым автографом, текст в корректуре кое-где выправлен по стилю. Исключены некоторые длинноты и повторы (к примеру, сокращена смачная перебранка Сидорычей, называвших друг друга «курицыными сынами») и одновременна усилена сатирическая характеристика Сидорычей, в которую добавлено несколько хлёстких слов о показательном невежестве этих потомков коллежских асессоров, «не знакомых ни с какими науками, кроме «Правил игры в преферанс», а также ёмкая характеристика их несомненных семейных «добродетелей»: «они верны жёнам своим до тех пор, покуда им подвезут из деревень нового запаса «канареек»...»
После двух неудачных попыток 1862 и 1863 года Салтыков-Щедрин больше не пытался опубликовать общее обозрение «Глупов и глуповцы». В первые три-четыре года после написания очерка политический запрет оставался в нерушимой силе; позднее же, когда смягчившиеся цензурные условия, вероятно, уже могли позволить Салтыкову напечатать запрещённые глуповские очерки, тема и тон его для Салтыкова уже устарели и от глуповского цикла он перешёл к ряду других осуществлявшихся им замыслов, которые полагал для себя более актуальными. В конце концов, при жизни автора очерк так и не был издан, в результате чего этот текст, одновременно яркий, хлёсткий и злободневный оказался попросту исключён из культурного контекста своего времени. Как писал в 1930 году Иванов-Разумник, «приходится только сожалеть, что Салтыков в своё время не мог напечатать очерк «Глупов и глуповцы» и назвать его именем весь стройный по мысли и цельный по выполнению глуповский цикл, который ему пришлось годом позднее разбить на две отдельные книги «Сатир в прозе» и «Невинных рассказов»...
Но с другой стороны, как следствие цензурного запрета, три самых острых очерка «глуповского цикла» рассказов так и остались лежать беспокоящим грузом в багаже автора, чтобы спустя семь лет, только уже в иной художественной форме романа-притчи вылиться в бессрочную и неустаревающую антиутопию «Истории одного города».
Пожалуй, никто иной как сам Салтыков-Щедрин высказался об этом предмете более чем определённо, — причём, сделал это тогда же, в феврале 1862 года, во втором очерке из запрещённой цензурой серии «Глупов и глуповцы»:

Я должен сказать правду: Глупов составляет для меня истинный кошмар. Ни мысль, ни действия мои не свободны: Глупов давит их всею своею тяжестью; Глупов представляется мне везде: и в хлебе, который я ем, и в вине, которое я пью. Войду ли я в гостиную — он там, выйду ли я в сени — он там, сойду ли в погреб или в кухню — он там... В самый мой кабинет, как я ни проветриваю его, настойчиво врываются глуповские запахи...
Но если Глупов до такой степени преследует меня, то какая же возможность избавиться от Зубатова, этого, так сказать, первого глуповского гражданина?— М. Е. Салтыков-Щедрин, «Глуповское распутство»

## Круг тем очерка «Глупов и глуповцы»
Главной внутренней задачей очерка, по мнению самого автора, было «всего лишь» определиться самому и определить для самого себя те пути, по которым дальше сможет двигаться Россия после излома 1861 года. Очерк «Глупов и глуповцы» представляет собой общую экспозицию темы «глуповского возрождения». Салтыков писал, что его основным стремлением было «выяснить себе те материалы, которые должны послужить основанием» для возрождения «собственно глуповского».
Однако на этом пути его ждала закономерная неудача. Материалов таковых, как показали «изыскания» сатирика, «или совсем не оказывается, или оказываются только отрицательные». Ведомый своим опытом, Салтыков приходит к финалу с пустыми руками. К такому неизбежному выводу подводит весь строй внутренней аргументации Салтыкова, слишком тесно соприкоснувшегося в годы своей чиновной карьеры с правящими сословиями российского общества. Исследуя общественную психологию и философию «Сидорычей», как «расы, существующей политически», то есть, служивого дворянства, дремучего сословия, обладавшего в России не только политической властью и по-прежнему претендовавшего на ведущую роль во всяком существовании страны. Дворяне или «Сидорычи», вышедшие из коллежских асессоров, окончательно безнадёжны. Как и в предыдущих очерках (например, «Скрежет зубовный»), Сидорычам противопоставлены бесправные Иванушки — крестьянство, которое представляет собою некий субстрат («рождающийся из сырости»), вызывающий сочувствие и заранее выведенный за пределы сатирической критики. Не удивительно, что очерк «Глупов и глуповцы» был запрещён цензурой. Это — один из самых злых и хлёстких образцов сатиры на русское дворянство в его отношениях с историей и народом.
Несомненно, что к таким пессимистическим выводам писателя подвёл вице-губернаторский опыт его предыдущих лет. Занимая положение над схваткой по своему сословному и служебному положению, но прежде всего, далеко превосходя всё возможное окружение, в течение нескольких лет Михаил Салтыков с дурно скрываемым отвращением наблюдал сверху за примитивными «смрадными» нравами дворянства. Напротив того, «Иванушки» вызывали при таком же взгляде сверху — его крайнее сочувствие. В этой связи невольно вспоминаются причины добровольного перевода вице-губернатора Салтыкова из Рязани в Тверь. Заслужив у местной клаки чиновников и Сидорычей прозвище «вице-Робеспьера», в конце концов, он был вынужден вступить в открытую конфронтацию с новым губернатором «сукиным сыном Муравьёвым» (сыном тогдашнего председателя государственных имуществ) в заранее безнадёжной войне на стороне крепостных. По назначении на губернаторскую должность, Муравьёв первым делом заступился за помещика Сереброва, по приказу которого был забит насмерть крестьянин, заподозренный в краже господского овса. Салтыков сколько мог, пытался добиваться законного решения, но, разумеется, проиграл. Затем же, не успокоившись, высказал по этому вопросу особое мнение министру внутренних дел графу Ланскому, однако и оно также не было принято. «Сидорычи» торжествовали и здесь.
Поправляя спустя полвека скепсис Чаадаева, утвердившего, что «истории у нас нет», — Чернышевский, пожалуй, самый близкий по своим взглядам к Салтыкову-Щедрину, писал в 1861 году, что хотя история у нас и была, но вся она — «сонм азиатских идей и фактов»: «основным нашим понятием, упорнейшим преданием» является «идея произвола». Именно это свойство глуповской цивилизации отмечает и Салтыков, заявляя в самом начале очерка, что «истории у Глупова нет», и что в истории Глупова «от первой страницы до последней всё слышится „По улице мостовой“».
Отмена крепостного права поначалу вызвала едва ли не панику, а затем и глубочайший кризис во всех эшелонах дворянского корпоративного сознания. И в консервативной, и в либеральной публицистике началась острая полемика о будущем этого сословия. Идеологи помещичьего строя пытались показать, что в «дворянском классе много сил ещё живых и мощных, которые могут и должны действовать с пользой в современной жизни общества и государства».
Совершенно противоположную точку зрения высказывали демократы, к радикальному числу которых, несомненно, относился и Михаил Салтыков. К примеру, в своих статьях 1859—1861 гг. Чернышевский выступал против «пошлого тщеславия» дворянства и его потуг считать себя «избранниками судьбы», призванными историей «вести человечество к новым судьбам». У дворянского сословия, не без иронии указывал он, доля «элементов, содействовавших развитию нашего единства», по сравнению с народом, — «совершенно ничтожна, ничтожней мухи перед слоном». В полной мере эту точку зрения поддерживал и Салтыков-Щедрин. «Совершенное отсутствие корпоративных связей» пронизывает весь пронизанный «враждой» мир Сидорычей, готовых «отдать друг друга на съедение» и предать любой принцип не только ради корысти или карьеры, но и ввиду отсутствия у них не только исторических традиций или гражданских чувств, но даже сословного сознания. Равным образом, и в «соседнем» запрещённом очерке «Каплуны» писатель почти буквально повторяет и заостряет эту мысль: «Глуповцам хлеба не надо, глуповцы друг друга едят и сыты бывают», — сказал когда-то некоторый мудрец, и сказал, сам того не зная, великую истину. Почти макабрическая картина глуповского «веселья» со взаимным «плеваньем» и «оглоухами» попросту изображала в карикатурной форме начавшееся в 1861 году обострение грызни между представителями разных направлений пресловутых Сидорычей.

Древле они забавлялись медвежьими травлями и петушиными боями, но зрелище это постепенно надоело. Потребовалось зрелище, более острое, более уязвляющее: место медведей и петухов заступили Иванушки. Это было зрелище достаточно ужасное, чтоб удовлетворить кровожадности самой взыскательной, но глуповцы народ тёплый и в весёлостях своих не ограниченный. Им мало показалось Иванушек: посмотрим, сказали они, каковы-то мы будем, если станем плевать в лицо друг другу и сами себе?
И с этих пор плеванье не умолкает; затрещины следуют за оглоухами, оглоухи за подзатыльниками. Каждый угощает чем бог послал, каждому воздается по делам его. Жизнь кипит, веселье не прерывается ни на минуту...— «Глупов и глуповцы», общее обозрение
С другой стороны, междуусобная грызня между служивыми дворянами тотчас прекращалась, едва только дело касалось управления вверенным им народом, точнее сказать, методов его контроля и подавления. Своё исследование «патриархального характера отношений к Иванушкам» Салтыков направлял также и против славянофилов, показывая в своём очерке, каково происхождение их высшей ценности: «патриархальности» русской жизни. Помещик, нынешний Сидорыч — отец и хозяин своих «душ», иными словами — «патриарх» славянофильской патриархальности. Прагматическая философия «кнута без пряника», этика «битья до смерти», тотального насилия и произвола, — вот что объединяет дворянство. Но если у Сидорычей это было натуральным проявлением крепостнического инстинкта, то их «просвещённые сыны», воспользовавшись европейским опытом, подводили под зуботычины и батоги — высокое теоретическое обоснование, ядовито высмеянное в тексте очерка.

Но допустим невозможное, допустим, что Иванушки, вопреки интересам спины, в один голос признают Сидорычей патриархами. Необходимо ещё убедиться в том, какие побуждения заставляли их быть патриархами, и можно ли вменить им этот факт в действительную заслугу.
— Во-первых, я полагаю, что Сидорычи если и были патриархами, то были ими именно вследствие совершенного отсутствия корпоративного смысла. Патриарх бьёт, но в то же время проливает слёзы; патриарх таскает за волосы, но в то же время верует, что в нём это любви действо таким образом проявляется. У Сидорычей не то. Сидорычи просто являются патриархами потому только, что даже сечение не умеют подчинить известной регламентации. Между ними не выискалось достаточно крепкой личности, которая взяла бы на себя труд разъяснить истинные начала глуповской цивилизации, и на основании этих начал составить «Краткое руководство для деятельных отношений к Иванушкам».— «Глупов и глуповцы», общее обозрение
Вероятно, аналогичный смысл несёт и забавное упоминание о местном «глуповском Гегеле», что выглядит прямым продолжением длинных диалогов, которые Салтыков вёл с Чернышевским при всяком приезде в столицу. В своей статье «Опыты открытий и изобретений», опубликованной в первом номере «Современника» за 1862 год, Чернышевский называл основателя школы российских гегельянцев Б. Н. Чичерина «мёртвым схоластиком», доказывавшим «философскими построениями» историческую необходимость каждого предписания земской полиции, при том что буквально через два шага «историческая необходимость может обратиться у него и в разумность».
Очерк «Глупов и глуповцы» имел важное переходное значение, прежде всего, для самого автора. Здесь Салтыков-Щедрин, внутренне порывая со своим «дворянско-чиновным» прошлым, отказался от последних иллюзий относительно сословного качества и, как следствие, дальнейшей судьбы российского дворянства. Всего год назад, ещё занимая пост тверского вице-губернатора, писатель был далёк от того, чтобы саркастически называть служивых «Сидорычами», и даже более того, ему удавалось отыскать нечто живое и обнадёживающее в чертах современного помещика. Подобные нотки заметны, например, в статье «Где истинные интересы дворянства?», опубликованной в 1861 году. Совсем иную картину он рисует в очерке «Глупов и глуповцы». Его текст местами выглядит почти предисловием или «общим обозрением» места действия для будущей «Истории одного города», хотя и написанным не в художественной, но публицистической, полемической, почти памфлетной форме. Город Глупов и его жители по прозванию «Сидорычи» имеют предельно жалкий, тупой и выродившийся вид, одним словом, они — не более чем трупы, в том числе и политические. Глядя на них, не возникает не одной положительной мысли об их способности продолжать руководить жизнью страны так, как они делали это в последние полторы сотни лет.

Надобно видеть глуповца вне его родного логовища, вне Глупова, чтобы понять, каким от него отдает тлением и смрадом. «Я глуповец, следовательно, я дурак необтесанный, следовательно, от меня пахнет!» — говорит вся его съежившаяся фигура.— «Глупов и глуповцы», общее обозрение
Пожалуй, здесь остаётся совсем недалеко до картины маленького гибнущего мира, нарисованной спустя семь лет в апокалиптическом финале «Истории одного города». Глуповские очерки Салтыкова-Щедрина стали первой «рабочей моделью» для финала, которым спустя семь лет история «прекратит течение своё»...